# Paleniec
Paleniec – dawna wieś, od 1934 południowo-wschodnia część miasta Głowna obejmująca swym zasięgiem tereny wzdłuż ulicy Targowej w kierunku na Rudniczek.

## Historia
Dawniej samodzielna miejscowość (kolonia). Od 1867 w gminie Bratoszewice. W okresie międzywojennym należało do powiatu brzezińskiego w woj. łódzkim.  W 1921 roku liczba mieszkańców wynosiła 201. 16 września 1933 utworzono gromadę Paleniec w granicach gminy Bratoszewice, składającą się z wsi Paleniec i kolonii Kadzielin Podchowny. 
10 lipca 1934 Paleniec włączono do Głowna.